# Margot Moe
Margot Moe (Oslo, 3 marzo 1889 – Oslo, 12 marzo 1988) è stata una pattinatrice artistica su ghiaccio norvegese. Ha vinto il bronzo al Campionato mondiale nel 1922. In precedenza aveva vinto il bronzo ai Giochi nordici. È stata cinque volte campionessa nazionale norvegese.

## Palmarès
| Evento                         | 1919 | 1920 | 1921 | 1922 | 1923 |
| ------------------------------ | ---- | ---- | ---- | ---- | ---- |
| Giochi olimpici invernali      |      | 5°   |      |      |      |
| Campionati mondiali            |      |      |      | 3°   |      |
| Giochi nordici                 |      |      | 3°   |      |      |
| Campionati nazionali norvegesi | 1°   | 1°   | 1°   | 1°   | 1°   |